# Harar Beer Botling FC
Harar Beer Botling Football Club w skrócie Harar Beer Botling FC – etiopski klub piłkarski grający niegdyś w pierwszej lidze etiopskiej, mający siedzibę w mieście Harer.

## Sukcesy
- Puchar Etiopii[1]:
  - zwycięstwo (1): 2007.

## Występy w afrykańskich pucharach
| Sezon | Rozgrywki           | Runda   | Kraj   | Klub            | Dom | Wyjazd | Dwumecz      |
| ----- | ------------------- | ------- | ------ | --------------- | --- | ------ | ------------ |
| 2008  | Puchar Konfederacji | wstępna | Rwanda | Rayon Sports FC | 2–0 | 0–2    | 2–2 (k. 3–5) |

## Stadion
Domowe mecze klub rozgrywa na stadionie o nazwie Harar Bira Stadium w Harer, który może pomieścić 10000 widzów.

## Reprezentanci kraju grający w klubie od 2011 roku
Stan na lipiec 2023.
| - Ephrem Ashamo | - Samson Assefa |